# Ferdinand Augé
Pour les articles homonymes, voir Augé.
Ferdinand Augé est un homme politique français né le 19 décembre 1881 à Mas-Grenier (Tarn-et-Garonne) et décédé le 5 novembre 1957 à Mas-Grenier.

## Biographie
Entrepreneur en construction mécanique, président du syndicat des entrepreneurs de battages, il est conseiller municipal de Mas-Grenier en 1912 et maire de 1914 à 1918 et de 1919 à 1949. Conseiller d'arrondissement, puis conseiller général du canton de Verdun-sur-Garonne. Il est député de Tarn-et-Garonne de 1932 à 1936, siégeant au groupe radical.
Il était Chevalier de la Légion d'Honneur.

## Sources
- « Ferdinand Augé », dans le Dictionnaire des parlementaires français (1889-1940), sous la direction de Jean Jolly, PUF, 1960 [détail de l’édition]
- Ressources relatives à la vie publique :   - base Léonore
  - Base Sycomore